# Myliobatoidei
A subordem Myliobatoidei da ordem Myliobatiformes inclui um grupo de arraias marinhas, um tipo de peixe cartilaginoso. Elas são classificadas e divididas em oito famílias: Hexatrygonidae, Plesiobatidae, Urolophidae, Urotrygonidae, Dasyatidae, Potamotrygonidae, Gymnuridae [en] e Myliobatidae. Existem cerca de 220 espécies conhecidas de arraias organizadas em 29 gêneros.
As arraias são comuns em águas marinhas costeiras tropicais e subtropicais em todo o mundo. Algumas espécies, como a Dasyatis thetidis, são encontradas em oceanos temperados mais quentes e outras, como a raia-abissal (Plesiobatis daviesi), são encontradas em oceanos profundos. As arraias da família Potamotrygonidae e algumas arraias da família Dasyatidae (como a  Fontitrygon garouaensis) são restritas à água doce. A maioria das arraias da subordem Myliobatoidei é demersal (habitando a zona imediatamente inferior na coluna d'água), mas algumas, como a Pteroplatytrygon violacea [en] e as arraias da família Myliobatidae, são pelágicas.
As espécies de arraias estão se tornando progressivamente ameaçadas ou vulneráveis à extinção, principalmente como consequência da pesca não regulamentada.

## Evolução

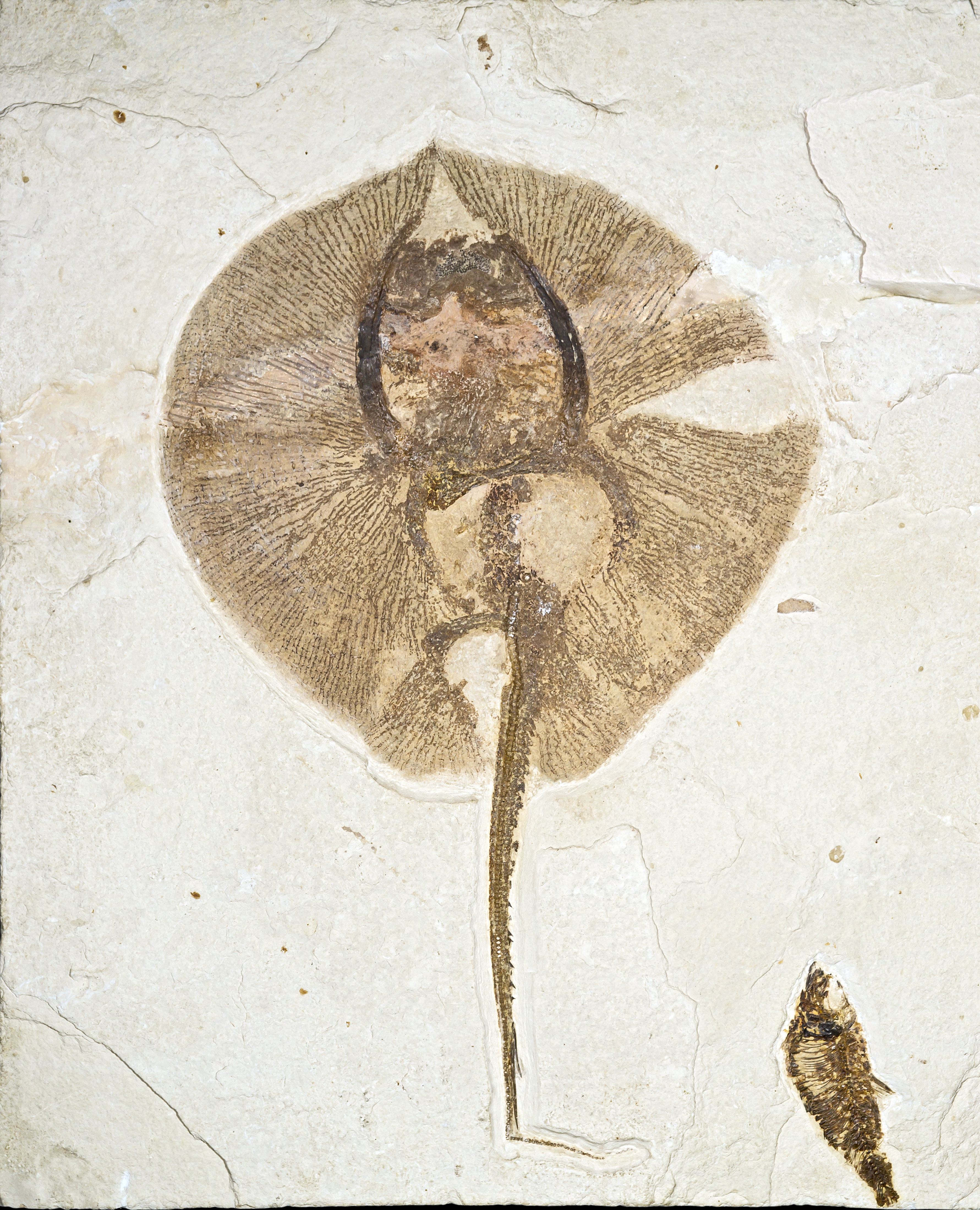
Fóssil de arraia do Ipresiano (Heliobatis radians).

As arraias da subordem Myliobatoidei divergiram de seus parentes mais próximos, as arraias do gênero Zanobatus [en], durante o período Jurássico Superior e se diversificaram ao longo do Cretáceo, formando as diferentes famílias existentes hoje. As primeiras arraias da subordem Myliobatoidei parecem ter sido bentônicas, com os ancestrais das da família Myliobatidae tornando-se pelágicos durante o início do Cretáceo Superior.

### Fósseis

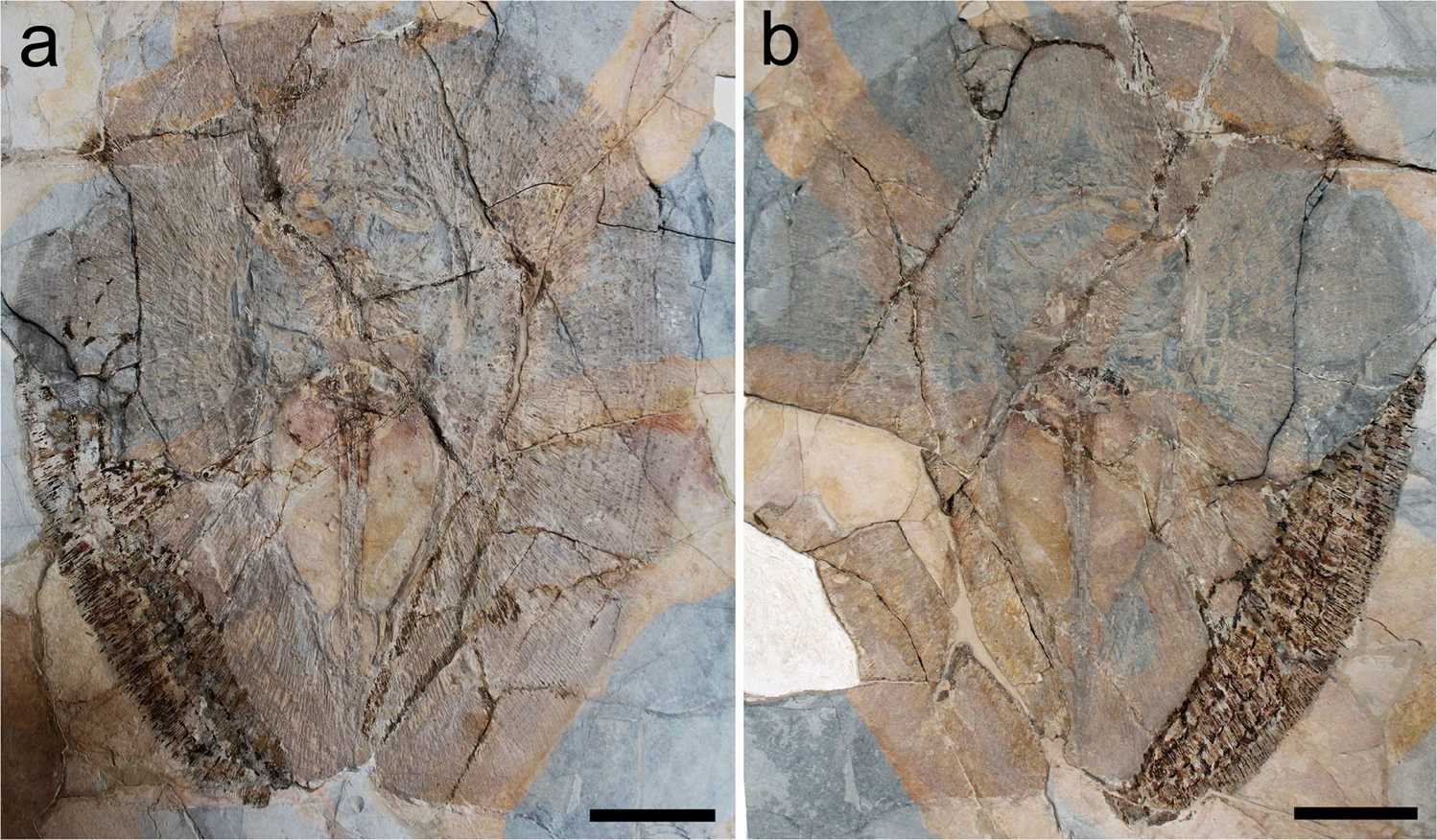
en da Itália do Ipresiano.

Dentes de arraia permineralizados foram encontrados em depósitos sedimentares em todo o mundo desde o início do Cretáceo. O táxon mais antigo de arraia da subordem Myliobatoidei conhecido é o Dasyatis speetonensis do Hauteriviano da Inglaterra, cujos dentes se assemelham mais aos da raia-de-seis-guelras (Hexatrygon bickelli). Embora os dentes de arraia sejam raros no fundo do mar em comparação com os dentes de tubarão semelhantes, os mergulhadores que procuram por estes últimos encontram os dentes de arraias da subordem Myliobatoidei.
Fósseis de arraias de corpo inteiro são muito raros, mas são conhecidos de certos lagerstätte que preservam animais de corpo mole. Acredita-se que o extinto Cyclobatis [en] do Cretáceo do Líbano seja um rajídeo que evoluiu de forma convergente para um plano corporal altamente semelhante ao da arraia, embora sua colocação taxonômica exata ainda seja incerta. Os fósseis de arraias da subordem Myliobatoidei verdadeiras tornam-se mais comuns no Eoceno, com as arraias de água doce extintas Heliobatis e Asterotrygon [en] conhecidas da Formação Green River [en]. Uma diversidade de fósseis de arraias da subordem Myliobatoidei é conhecida da Formação Monte Bolca do Eoceno da Itália, incluindo a arraia primitiva Arechia [en], bem como Dasyomyliobatis [en], que se acredita representar uma forma de transição entre arraias da subordem Myliobatoidei e arraias arraias da família Myliobatidae, e a altamente incomum Lessiniabatis [en], que tinha uma cauda extremamente curta e fina sem ferrão.

## Anatomia

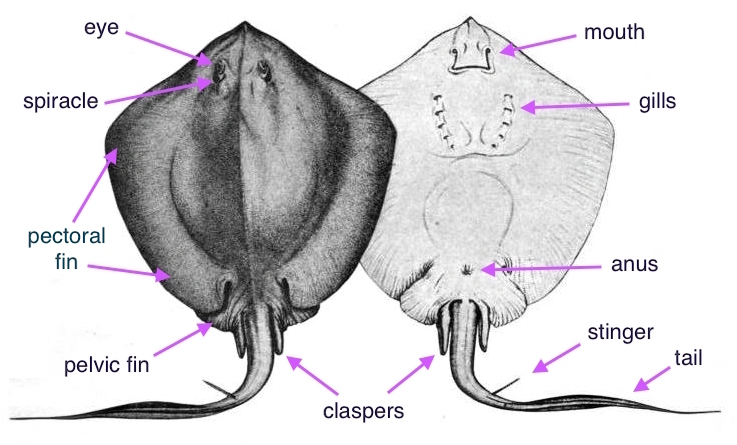
dorsal (parte superior) ← → ventral (parte inferior)
Anatomia externa de uma arraia macho en

### Mandíbula e dentes
A boca da arraia está localizada no lado ventral do vertebrado. As arraias exibem suspensão da mandíbula hioestílica, o que significa que o arco mandibular é suspenso apenas por uma articulação com a hiomandíbula [en]. Esse tipo de suspensão permite que a mandíbula superior tenha alta mobilidade e se projete para fora. Os dentes são escamas placoides modificadas que são regularmente eliminadas e substituídas. Em geral, os dentes têm uma raiz implantada dentro do tecido conjuntivo e uma porção visível do dente, é grande e plana, permitindo que elas esmaguem os corpos de presas com casca dura. As arraias machos apresentam dimorfismo sexual desenvolvendo cúspides, ou extremidades pontiagudas, em alguns de seus dentes. Durante a época de acasalamento, algumas espécies de arraias mudam completamente a morfologia de seus dentes, que depois retornam à linha de base durante as épocas de não acasalamento.

### Espiráculos
Os espiráculos são pequenas aberturas que permitem que alguns peixes e anfíbios respirem. Os espiráculos da arraia são aberturas logo atrás de seus olhos. O sistema respiratório das arraias é complicado por ter duas maneiras distintas de absorver água para usar o oxigênio. Na maioria das vezes, as arraias absorvem água usando a boca e, em seguida, enviam a água através das brânquias para a troca gasosa. Isso é eficiente, mas a boca não pode ser usada para caçar porque as arraias se enterram no sedimento do oceano e esperam que a presa passe nadando. Assim, a arraia passa a usar seus espiráculos. Com os espiráculos, elas podem puxar a água livre do sedimento diretamente para suas brânquias para troca de gases. Esses órgãos de ventilação alternativos são menos eficientes do que a boca, pois os espiráculos não conseguem puxar o mesmo volume de água. No entanto, é suficiente quando a arraia está esperando silenciosamente para emboscar sua presa.
Os corpos achatados das arraias permitem que elas se escondam efetivamente em seus ambientes. As arraias fazem isso agitando a areia e se escondendo embaixo dela. Como seus olhos estão na parte superior do corpo e suas bocas na parte inferior, as arraias não conseguem ver suas presas após a captura; em vez disso, elas usam o olfato e os eletrorreceptores (ampolas de Lorenzini) semelhantes aos dos tubarões. As arraias se acomodam no fundo enquanto se alimentam, muitas vezes deixando apenas os olhos e as caudas visíveis. Os recifes de coral são os locais de alimentação favoritos e geralmente são compartilhados com os tubarões durante a maré alta.

## Comportamento

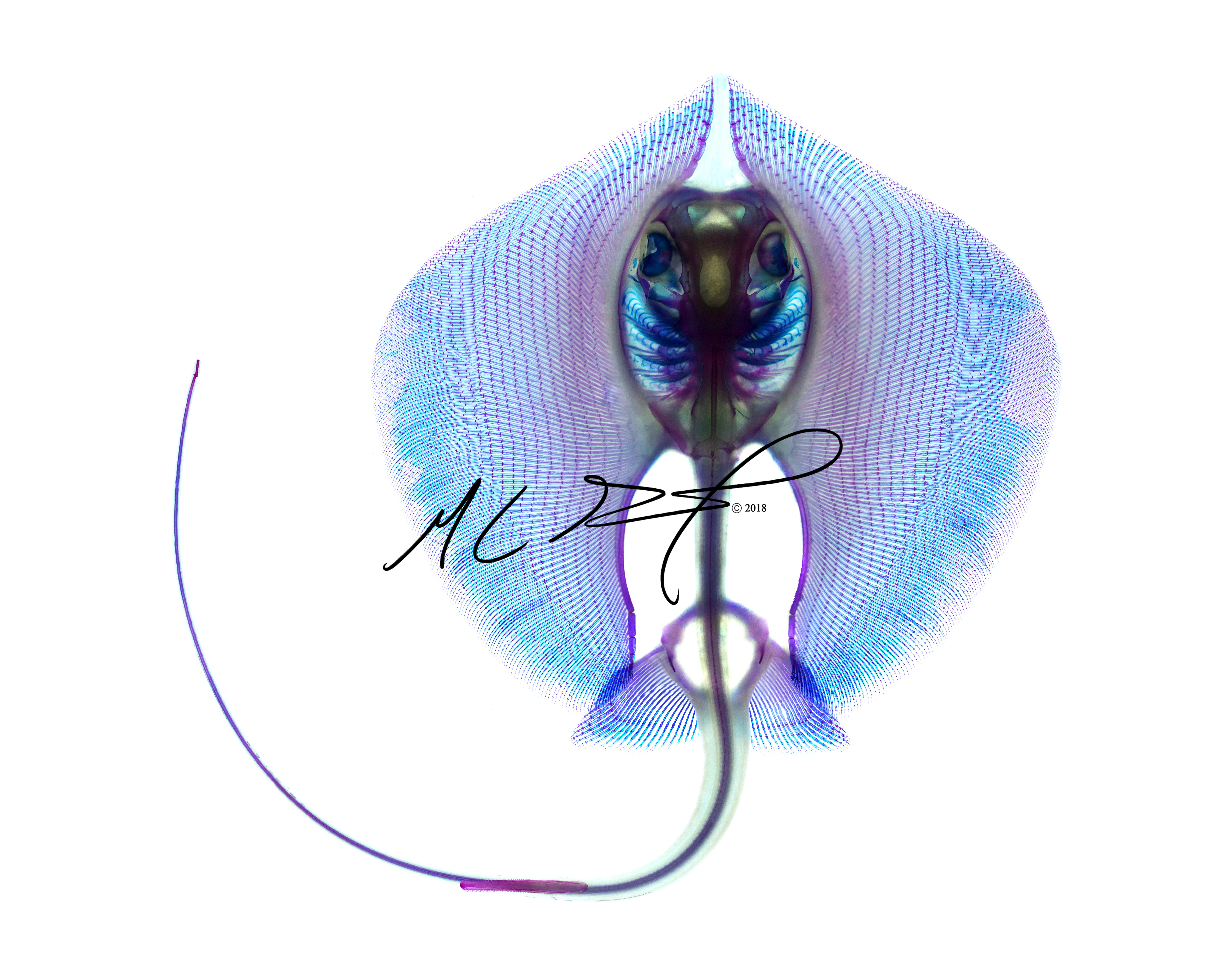
Esqueleto de uma en

### Reprodução

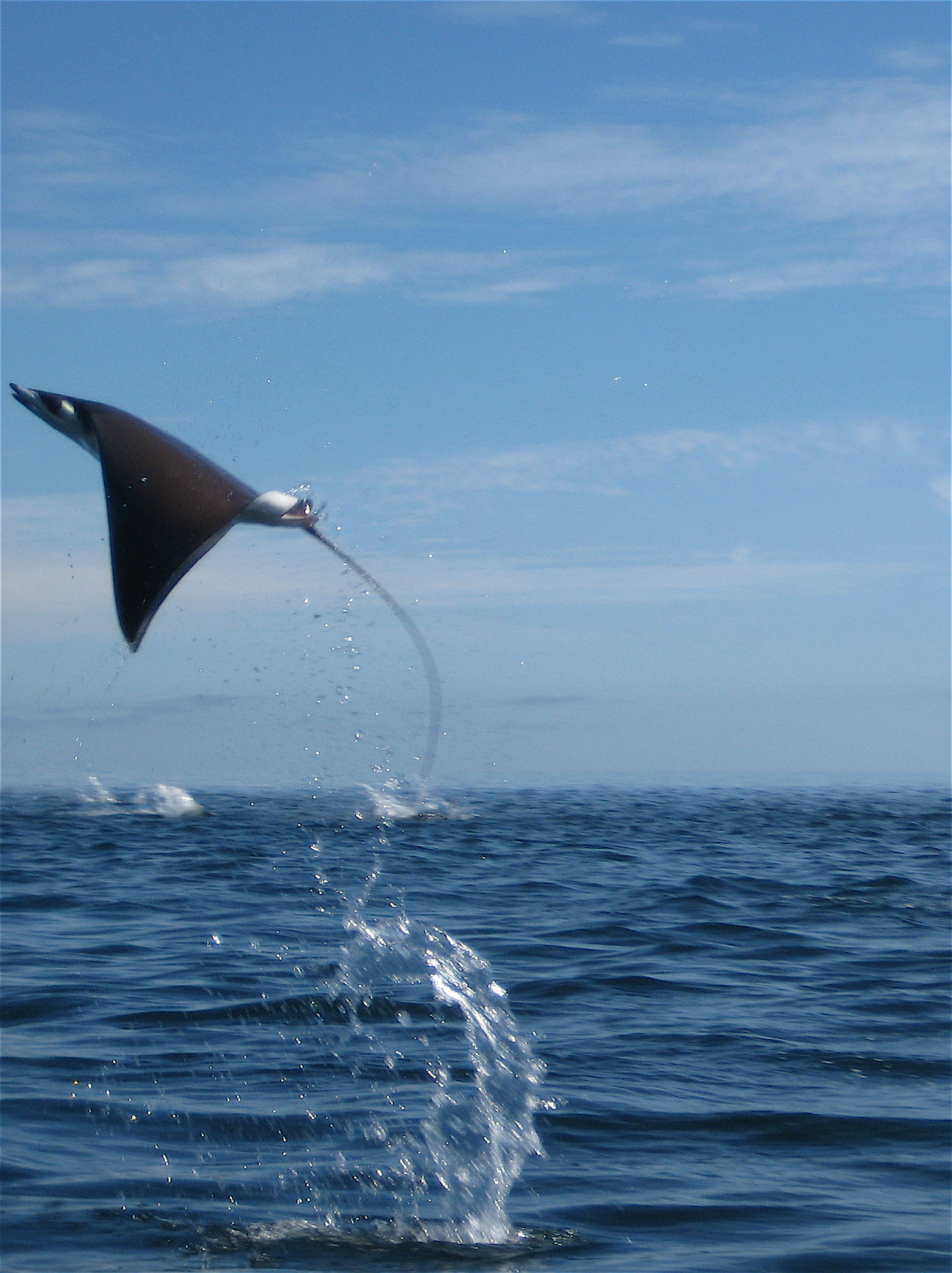
Arraia do gênero en exibindo uma forma de cortejo sexual.

Durante a época de reprodução, os machos de várias espécies de arraias, como a Urobatis halleri, podem contar com suas ampolas de Lorenzini para sentir certos sinais elétricos emitidos por fêmeas maduras antes de uma possível cópula. Quando um macho está cortejando uma fêmea, ele a segue de perto, mordendo seu disco peitoral. Em seguida, ele coloca uma de suas duas pinças na válvula dela.
Os comportamentos reprodutivos das arraias estão associados à sua endocrinologia comportamental, por exemplo, em espécies como a  Hypanus sabinus, os grupos sociais são formados primeiro e, em seguida, os sexos exibem comportamentos complexos de cortejo sexual que terminam em cópula de pares, o que é semelhante à espécie Urobatis halleri. Além disso, seu período de acasalamento é um dos mais longos registrados em peixes elasmobrânquios. Sabe-se que os indivíduos acasalam por sete meses antes de as fêmeas ovularem em março. Durante esse período, os machos das arraias experimentam níveis elevados de hormônios andrógenos, o que tem sido associado aos seus períodos prolongados de acasalamento. O comportamento expresso entre machos e fêmeas durante partes específicas desse período envolve interações sociais agressivas. Frequentemente, os machos seguem as fêmeas com o focinho próximo à abertura da fêmea e, em seguida, passam a mordê-la nas barbatanas e no corpo. Embora esse comportamento de acasalamento seja semelhante ao da espécie Urobatis halleri, diferenças podem ser observadas nas ações específicas da espécie Hypanus sabinus. Níveis sazonais elevados de androgênios séricos coincidem com o comportamento agressivo expresso, o que levou à proposta de que os esteroides androgênicos iniciam, endossam e mantêm comportamentos sexuais agressivos nas arraias macho dessa espécie, o que impulsiona a estação de acasalamento prolongada. Da mesma forma, elevações concisas dos androgênios séricos nas fêmeas foram associadas ao aumento da agressividade e à melhoria na seleção intersexual. Quando os níveis de esteroides androgênicos estão elevados, elas conseguem melhorar a seleção intersexual, fugindo rapidamente de machos tenazes quando passam pela ovulação e depois da fecundação. Essa capacidade afeta a paternidade de sua prole ao recusar parceiros menos qualificados.
As arraias da subordem Myliobatoidei são ovovivíparas, gerando filhotes vivos em “ninhadas” de cinco a treze. Durante esse período, o comportamento da fêmea muda para o apoio à sua futura prole. As fêmeas mantêm os embriões no útero sem placenta. Em vez disso, os embriões absorvem os nutrientes de uma vesícula vitelina e, depois que a vesícula se esgota, a mãe fornece o “leite” uterino. Após o nascimento, os filhotes geralmente se desvinculam da mãe e nadam para longe, tendo nascido com a capacidade instintiva de se proteger e se alimentar. Em um número muito pequeno de espécies, como a  Urogymnus polylepis, a mãe “cuida” de seus filhotes fazendo-os nadar com ela até que tenham um terço de seu tamanho.
No Sea Life London Aquarium, duas arraias fêmeas deram à luz sete bebês arraias, embora as mães não tenham estado perto de um macho por dois anos. Isso sugere que algumas espécies de arraias podem armazenar esperma e dar à luz quando considerarem que as condições são adequadas.

### Locomoção

Locomoção ondulatória da en

A arraia usa suas nadadeiras peitorais emparelhadas para se locomover. Isso contrasta com os tubarões e com a maioria dos outros peixes, que obtêm a maior parte de sua força de natação de uma única nadadeira caudal. A locomoção da nadadeira peitoral da arraia pode ser dividida em duas categorias: ondulatória e oscilatória. As arraias que usam locomoção ondulatória têm nadadeiras mais curtas e grossas para movimentos móveis mais lentos em zonas bentônicas. As nadadeiras peitorais mais longas e mais finas proporcionam velocidades mais rápidas na mobilidade oscilatória em zonas pelágicas. A oscilação visualmente distinguível tem menos de uma onda, ao contrário da ondulação que tem mais de uma onda o tempo todo.

### Comportamento alimentar e dieta

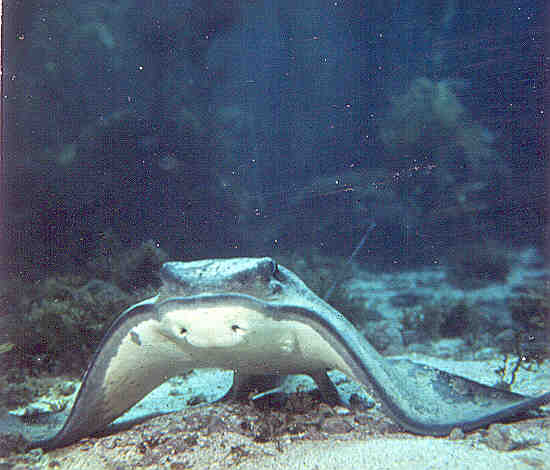
en em uma postura de alimentação

As arraias usam uma grande variedade de estratégias de alimentação. Algumas têm mandíbulas especializadas que lhes permitem esmagar conchas duras de moluscos, enquanto outras usam estruturas bucais externas chamadas de lóbulos cefálicos para guiar o plâncton para a cavidade oral. As arraias bentônicas (aquelas que residem no fundo do mar) são caçadoras de emboscada. Elas esperam até que a presa se aproxime e, em seguida, usam uma estratégia chamada “tenting”. Com as nadadeiras peitorais pressionadas contra o substrato, a arraia levanta a cabeça, gerando uma força de sucção que puxa a presa para baixo do corpo. Essa forma de sucção de corpo inteiro é análoga à alimentação por sucção bucal realizada por peixes com nadadeiras de arraia. As arraias exibem uma grande variedade de cores e padrões em sua superfície dorsal para ajudá-las a se camuflar no fundo arenoso. Algumas arraias podem até mudar de cor ao longo de vários dias para se adaptar a novos habitats. Como suas bocas estão na parte inferior do corpo, elas capturam a presa, esmagam-na e a comem com suas mandíbulas poderosas. Como seus parentes tubarões, a arraia é equipada com sensores elétricos chamados ampolas de Lorenzini. Localizados ao redor da boca da arraia, esses órgãos detectam as cargas elétricas naturais da presa em potencial. Muitas arraias têm dentes na mandíbula que lhes permitem esmagar moluscos, como mariscos, ostras e mexilhões.
A maioria das arraias se alimenta principalmente de moluscos, crustáceos e, ocasionalmente, de pequenos peixes. As arraias da família Potamotrygonidae da Amazônia se alimentam de insetos e quebram seus exoesqueletos resistentes com movimentos de mastigação semelhantes aos dos mamíferos. As grandes arraias pelágicas, como a arraia do gênero Manta, consomem grandes quantidades de plâncton e já foram vistas nadando em padrões acrobáticos através de grupos de plâncton.

## Lesões causadas por arraias da subordem Myliobatoidei

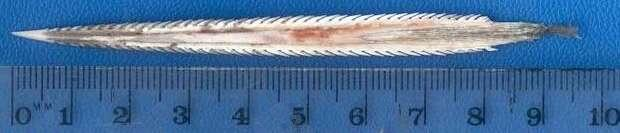
O ferrão de uma arraia também é conhecido como lâmina espinhal. Ele está localizado na área média da cauda e pode secretar veneno. A régua mede 10 cm

As arraias da subordem Myliobatoidei não costumam ser agressivas e normalmente atacam os seres humanos somente quando provocadas, como quando são pisadas acidentalmente. As arraias podem ter uma, duas ou três lâminas. O contato com a lâmina ou lâminas da coluna vertebral causa trauma local (do próprio corte), dor, inchaço, cãibras musculares causadas pelo veneno e, posteriormente, pode resultar em infecção por bactérias ou fungos. A lesão é muito dolorosa, mas raramente representa risco de vida, a menos que o ferrão perfure uma área vital. A lâmina geralmente é profundamente farpada e normalmente se rompe na ferida. Pode ser necessária uma cirurgia para remover os fragmentos.
As ferroadas fatais são muito raras. A morte de Steve Irwin em 2006 foi apenas a segunda registrada em águas australianas desde 1945. O ferrão penetrou sua parede torácica e perfurou seu coração, causando trauma e sangramento maciços.

## Veneno

Anatomia posterior de uma arraia. (1) Barbatanas pélvicas (2) Tubérculos caudais (3) Ferrão (4) Barbatana dorsal (5) Pinças (6) Cauda

O veneno da arraia tem sido relativamente pouco estudado devido à mistura de células de secreções de tecidos venenosos e produtos celulares da membrana mucosa que ocorre na secreção da lâmina espinhal. A coluna vertebral é coberta pela camada epidérmica da pele. Durante a secreção, o veneno penetra na epiderme e se mistura com o muco para liberar o veneno na vítima. Normalmente, outros organismos venenosos criam e armazenam seu veneno em uma glândula. A arraia é notável pelo fato de armazenar seu veneno dentro das células do tecido. As toxinas confirmadas no veneno são cistatinas [en], peroxirredoxina e galectina [en]. A galectina induz a morte celular em suas vítimas e as cistatinas inibem as enzimas de defesa. Nos seres humanos, essas toxinas levam ao aumento do fluxo sanguíneo nos capilares superficiais e à morte celular. Apesar do número de células e toxinas existentes na arraia, há pouca energia relativa necessária para produzir e armazenar o veneno.
O veneno é produzido e armazenado nas células secretoras da coluna vertebral na região médio-distal. Essas células secretoras estão alojadas nos sulcos ventrolaterais da coluna vertebral. As células das arraias marinhas e de água doce são redondas e contêm uma grande quantidade de citoplasma preenchido por grânulos. As células urticantes das arraias marinhas estão localizadas somente dentro desses sulcos laterais do ferrão. As células urticantes das arraias de água doce se ramificam além dos sulcos laterais para cobrir uma área de superfície maior ao longo de toda a lâmina. Devido a essa grande área e a um número maior de proteínas dentro das células, o veneno das arraias de água doce tem uma toxicidade maior do que o das arraias marinhas.

## Uso humano

### Alimentação

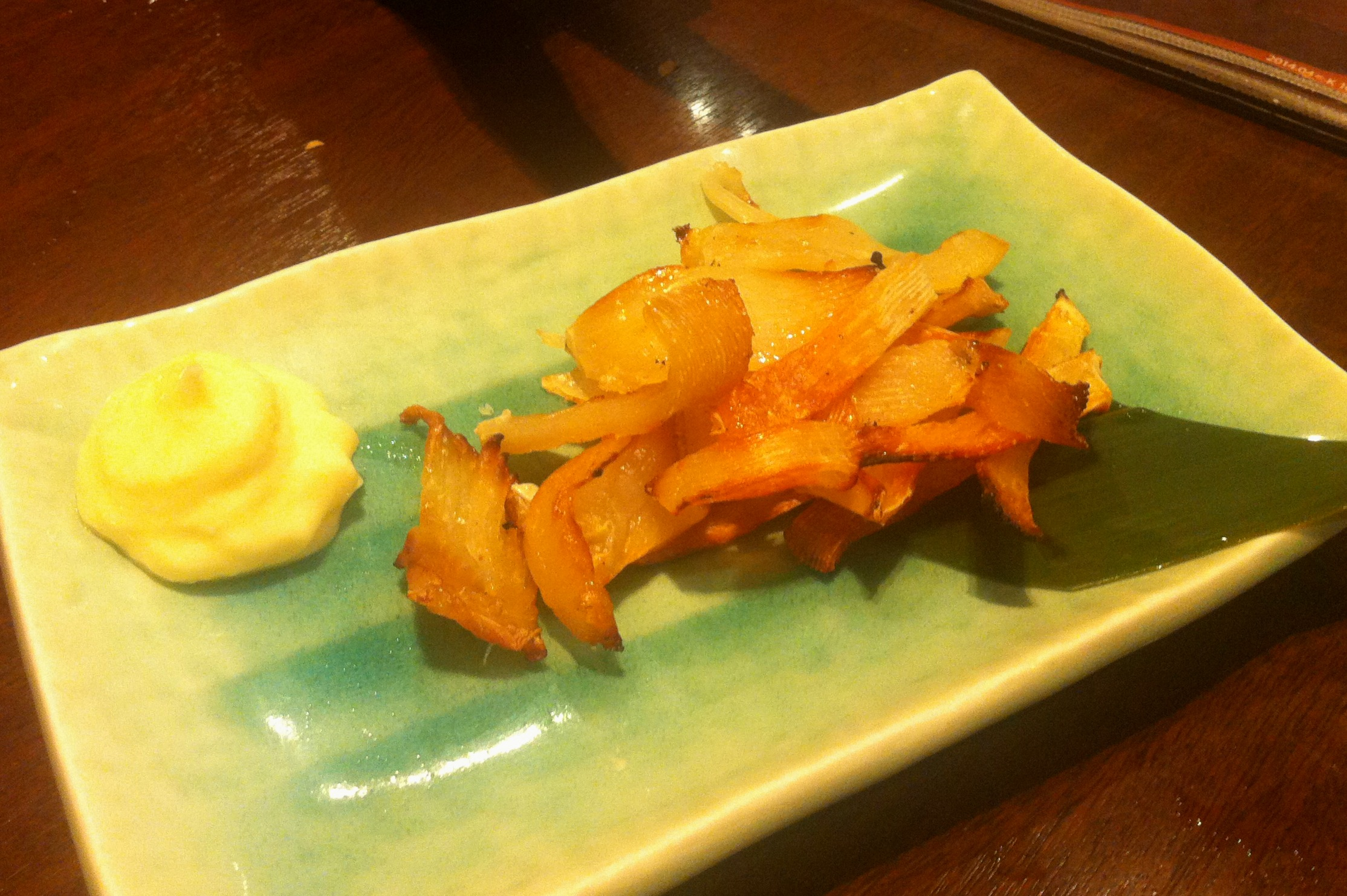
Tiras secas de carne de arraia servidas como alimento no Japão

As arraias são comestíveis e podem ser capturadas como alimento usando linhas de pesca ou lanças. As receitas com arraias da subordem Myliobatoidei podem ser encontradas em muitas áreas costeiras do mundo todo. Por exemplo, na Malásia e em Singapura, a arraia é comumente grelhada no carvão e depois servida com molho sambal picante. Em Goa e em outros estados da Índia, ela às vezes é usada como parte de curries picantes. Em geral, as partes mais apreciadas da arraia são as laterais, a “bochecha” (a área ao redor dos olhos) e o fígado. O restante da arraia é considerado muito borrachudo para ter qualquer uso culinário.

### Ecoturismo

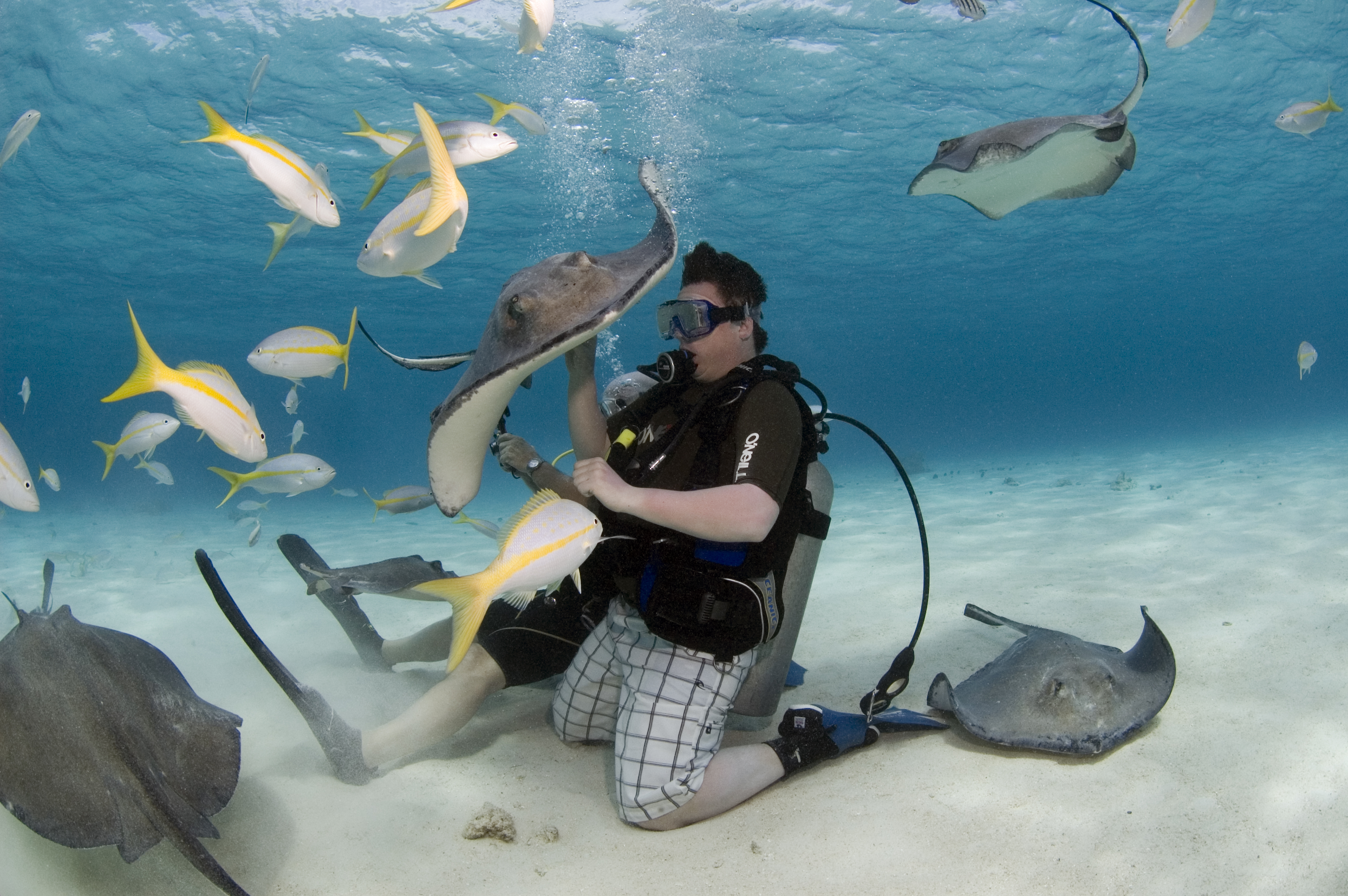
Os mergulhadores podem interagir com en em Stingray City, nas Ilhas Cayman.

As arraias dessa subordem geralmente são muito dóceis e curiosas, sua reação habitual é fugir de qualquer perturbação, mas às vezes elas passam as nadadeiras por qualquer objeto novo que encontram. No entanto, algumas espécies maiores podem ser mais agressivas e devem ser abordadas com cautela, pois o reflexo defensivo da arraia (uso de seu ferrão venenoso) pode resultar em ferimentos graves ou morte.

### Outros usos

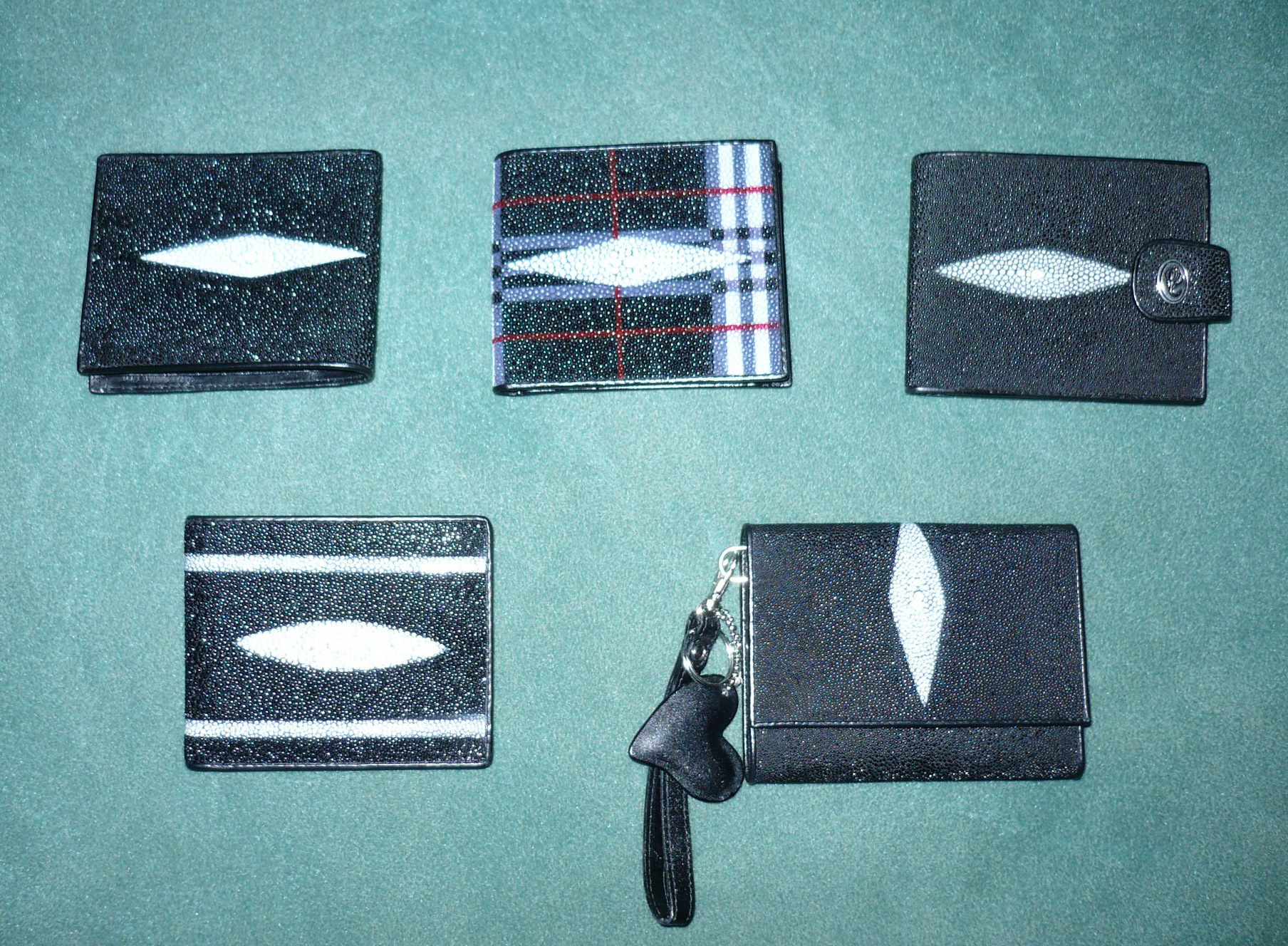
Carteiras feitas com o couro de arraias

A pele da arraia é usada como uma camada inferior para o cordão ou envoltório de couro (conhecido como samegawa em japonês) em catanas devido à sua textura dura e áspera que impede que o envoltório trançado deslize sobre o cabo durante o uso.
Várias seções etnológicas em museus, como o Museu Britânico, exibem pontas de flechas e pontas de lanças feitas de ferrões de arraia, usadas na Micronésia e em outros lugares. Henry de Monfreid [en] afirmou em seus livros que, antes da Segunda Guerra Mundial, no Chifre da África, os chicotes eram feitos com as caudas de grandes arraias e esses dispositivos infligiam cortes cruéis, por isso, em Áden, os britânicos proibiram seu uso em mulheres e escravos. Nas antigas colônias espanholas, a arraia é chamada de raya látigo (“arraia-chicote”).
Algumas espécies de arraias são comumente vistas em exposições públicas de aquários e, mais recentemente, em aquários domésticos.

## Galeria

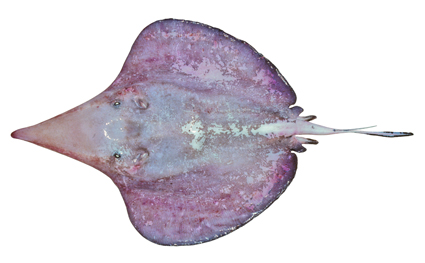
Diferentemente de outras arraias, as raias-de-seis-guelras (Hexatrygon bickelli) têm seis pares de fendas branquiais em vez de cinco.
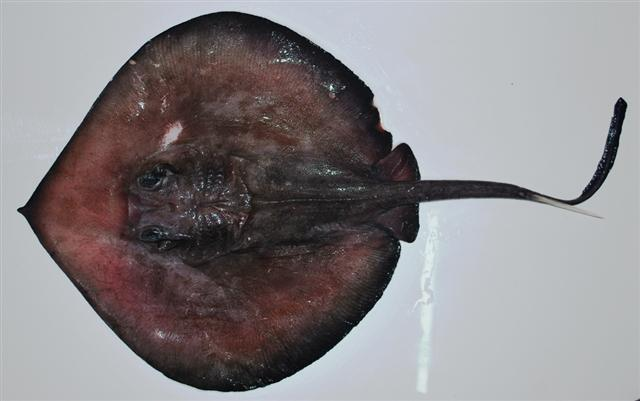
As raias-abissais (Plesiobatis daviesi) são encontradas no talude continental superior em todo o Indo-Pacífico.
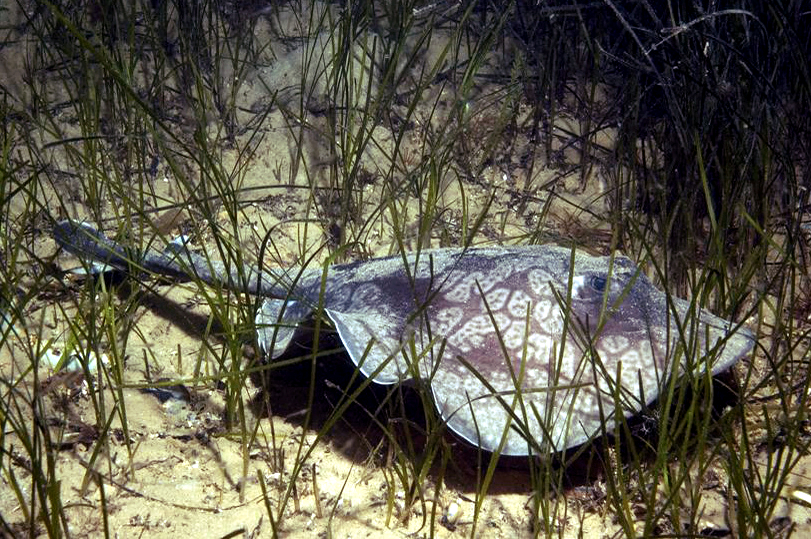
As arraias Urolophus gigas são encontradas ao longo da costa da Austrália Ocidental.
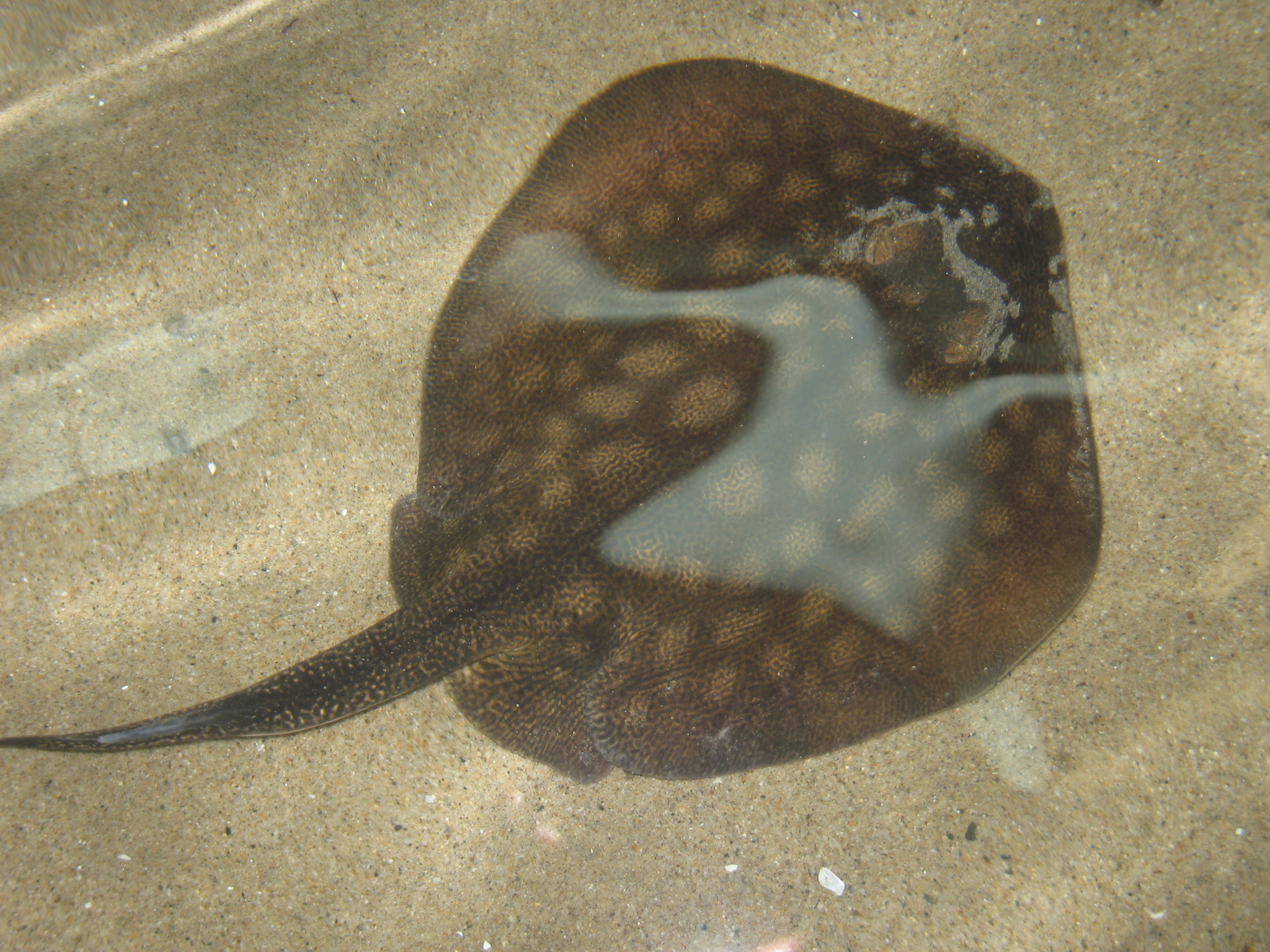
As arraias Urolophus halleri frequentemente ferroam os banhistas ao longo da costa oeste dos Estados Unidos.
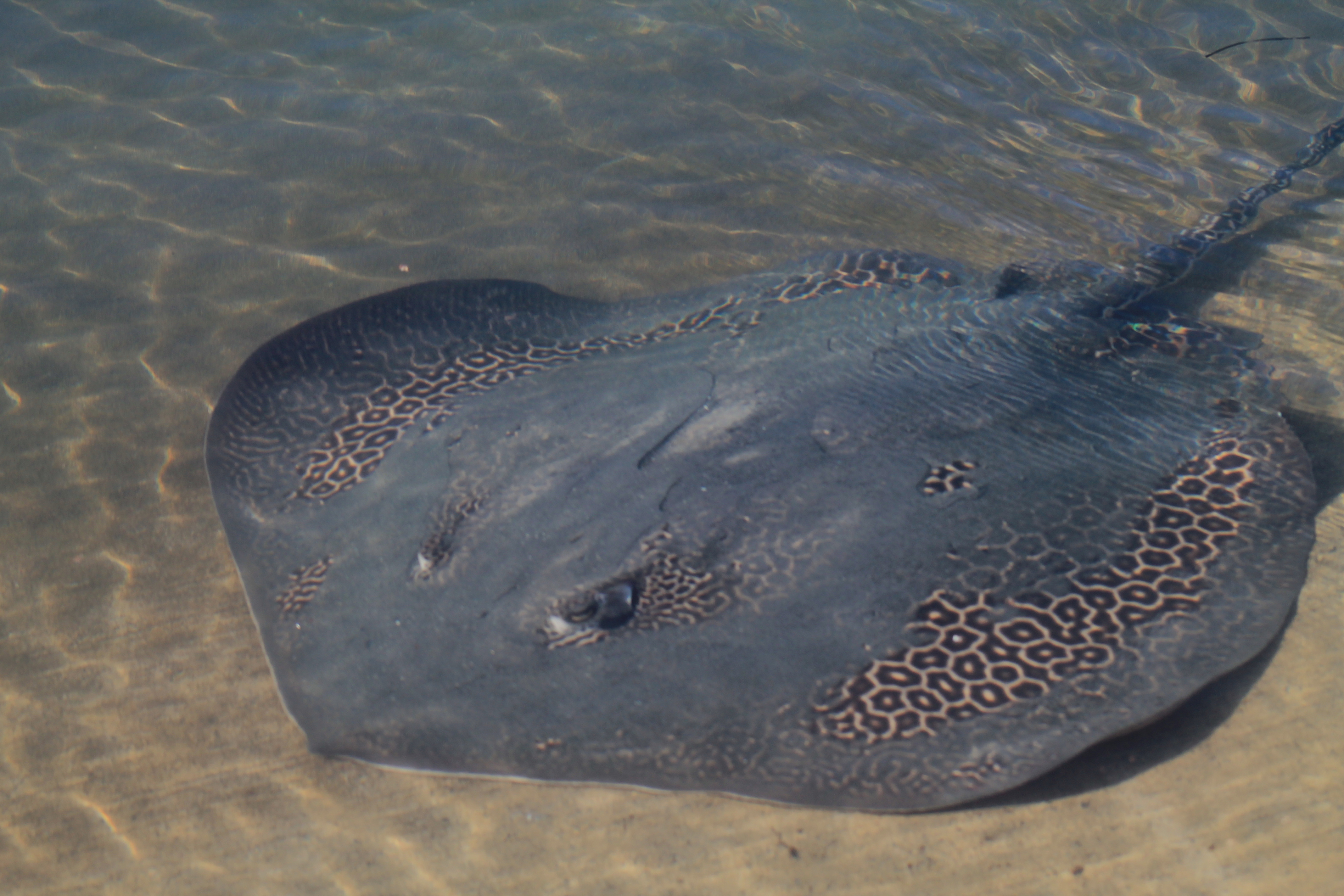
As arraias Himantura leoparda [en] são vulneráveis à pesca predatória.
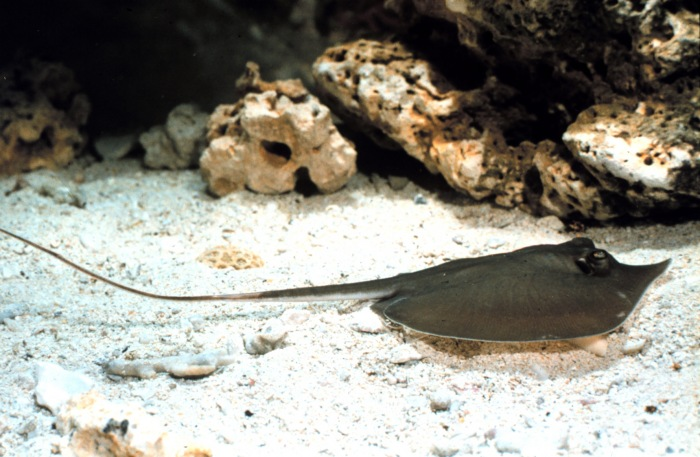
As arraias  Hypanus sabinus são encontradas em ambientes marinhos, salobros e de água doce ao longo da costa do sudeste dos Estados Unidos.
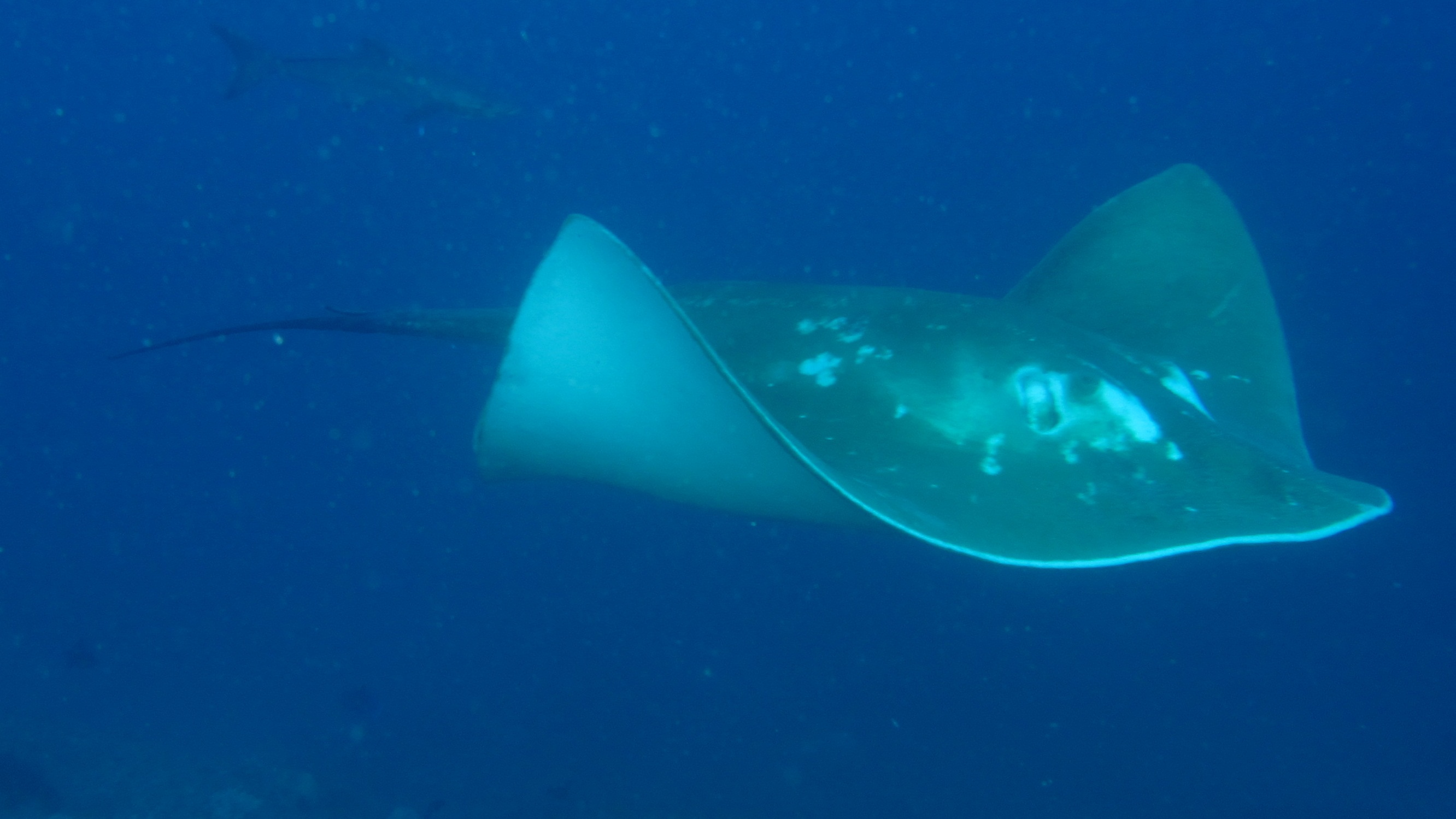
A Megatrygon microps [en] é uma arraia rara distribuída em todo o Indo-Pacífico.
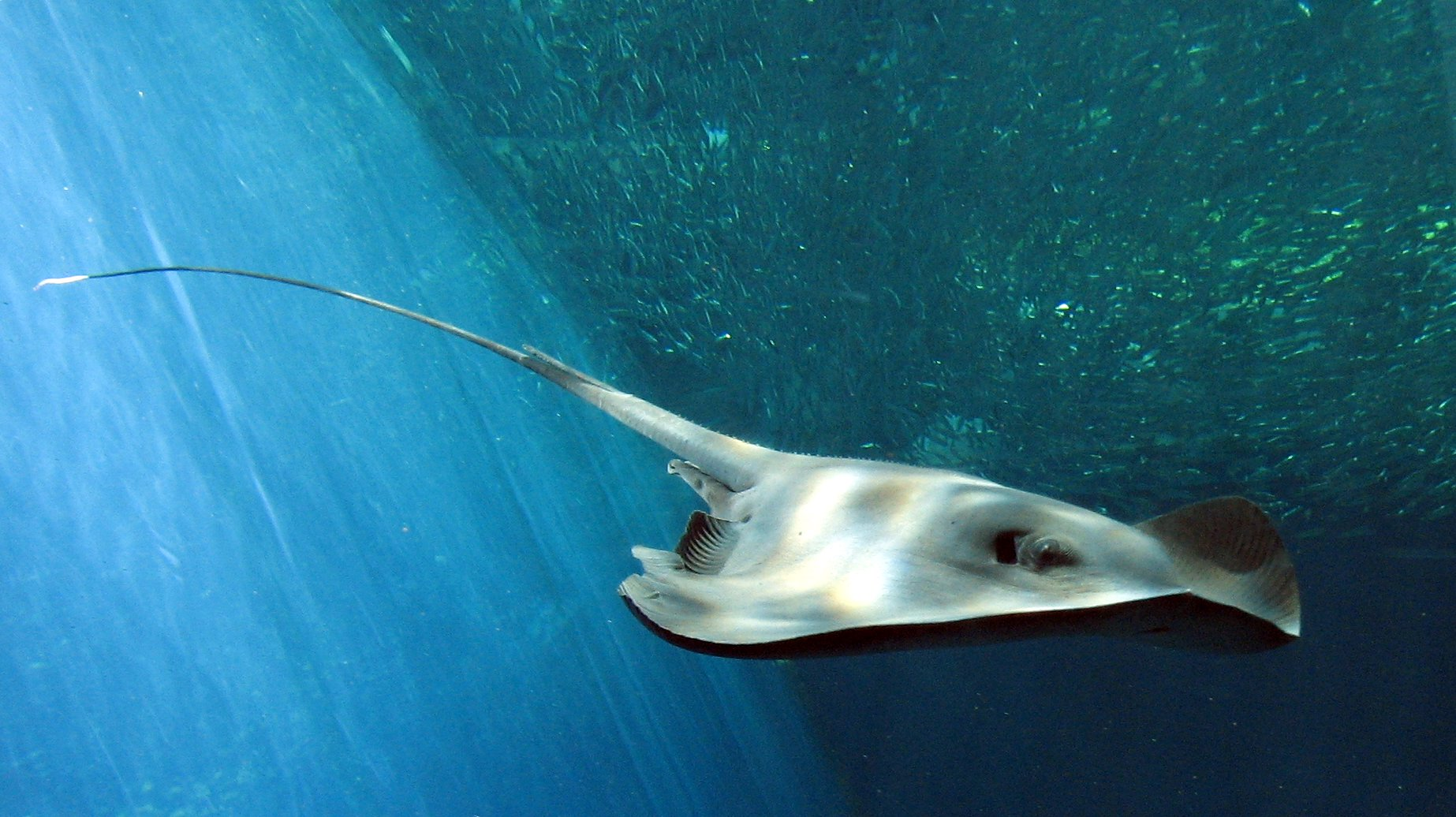
A Pteroplatytrygon violacea [en] é uma das poucas arraias que habitam principalmente o oceano aberto.
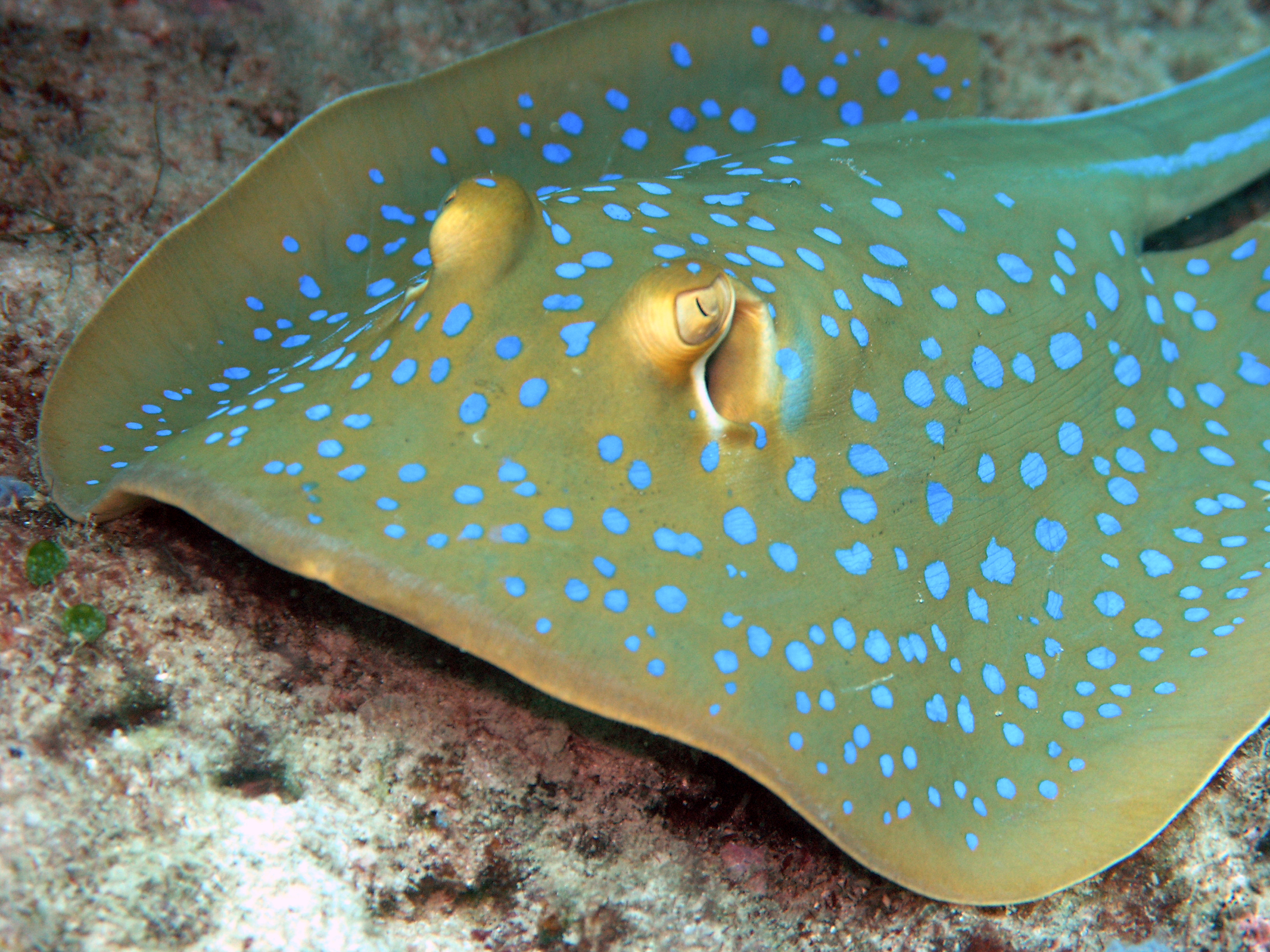
Taeniura lymma.
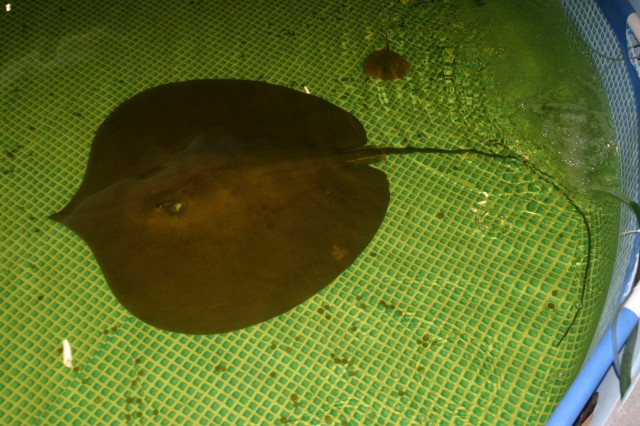
As arraias  Urogymnus polylepis estão entre os maiores peixes de água doce.
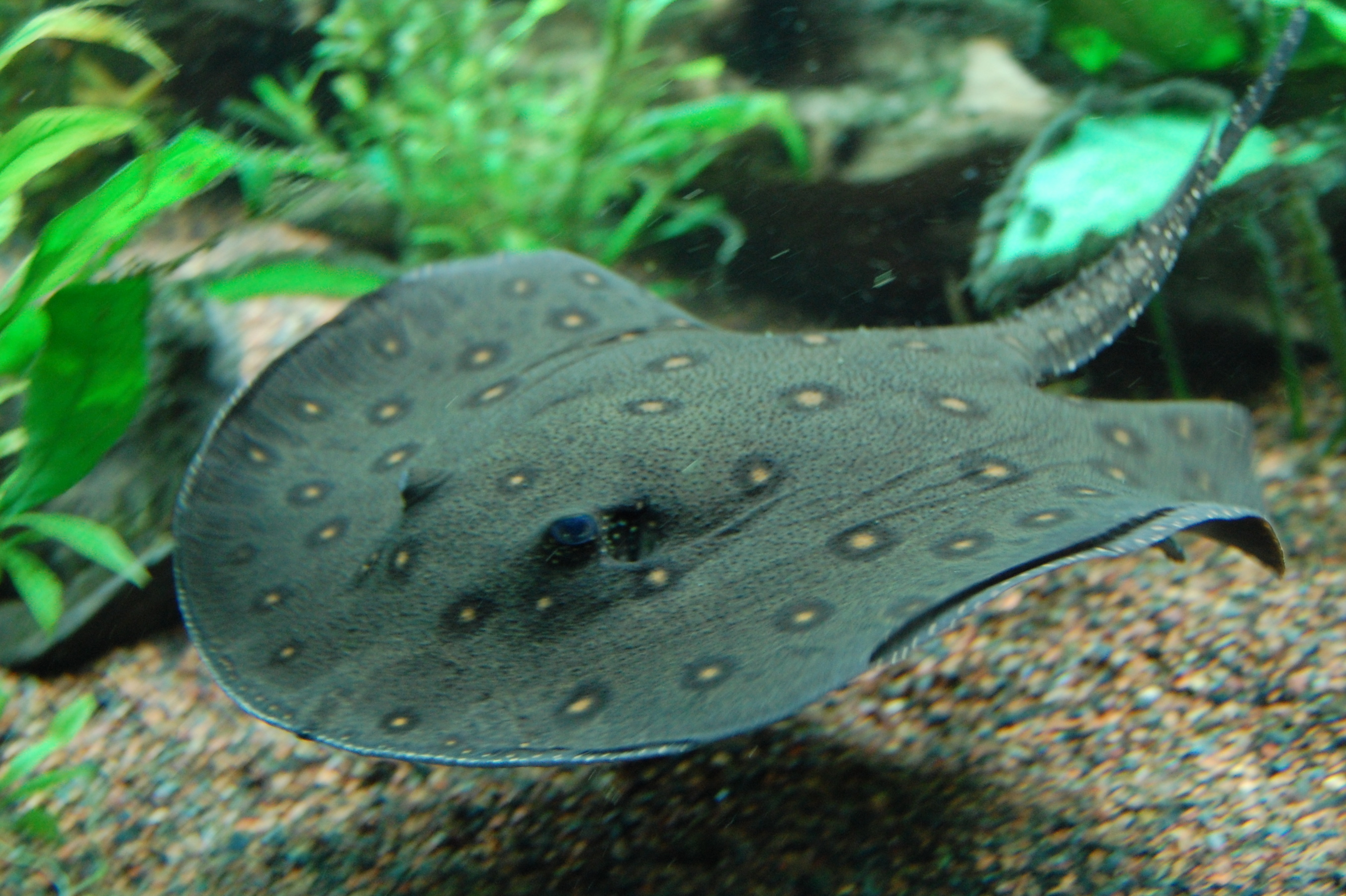
As arraias Potamotrygon motoro são encontradas em rios da América do Sul.
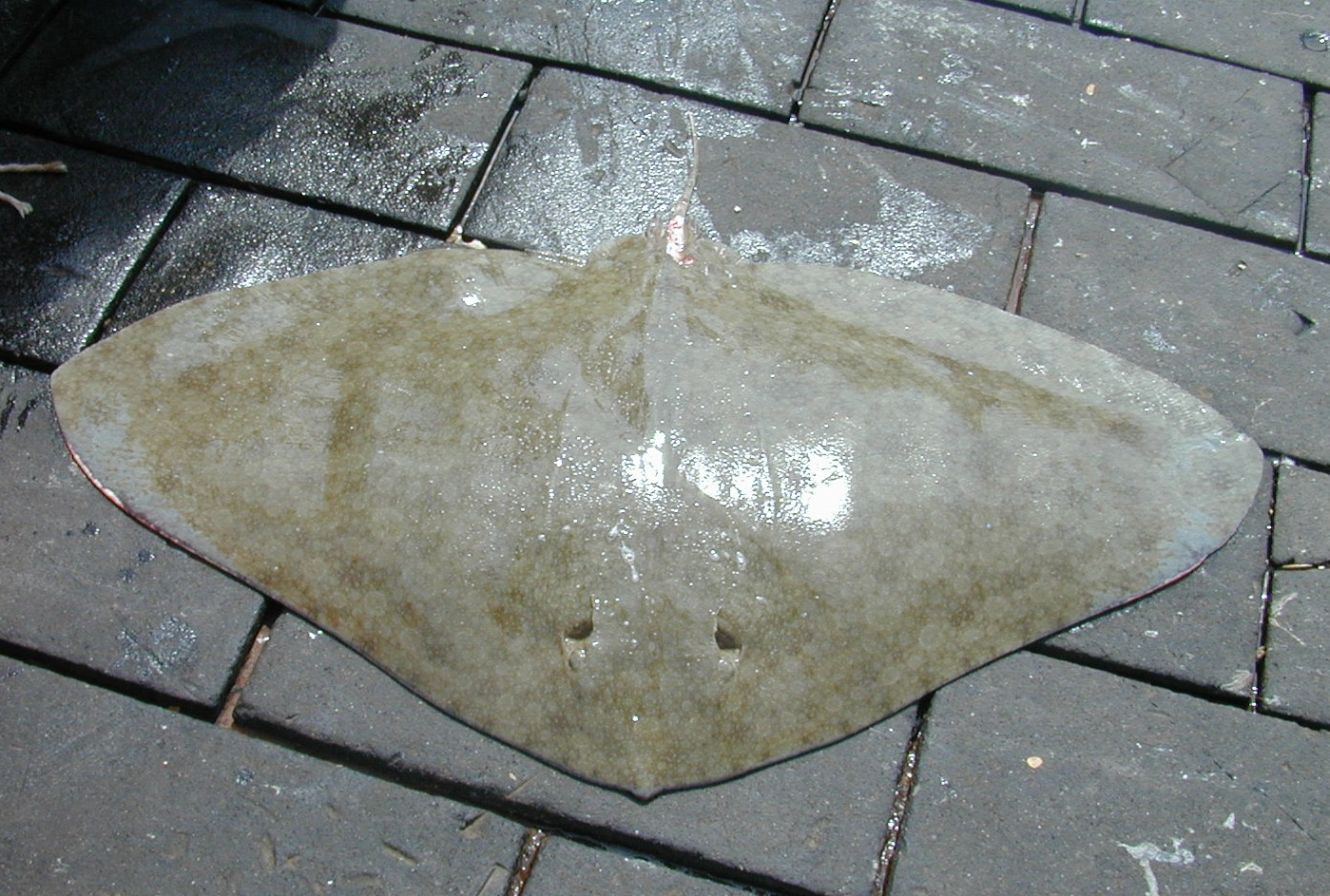
As raias-borboleta (Gymnura altavela) estão em perigo de extinção devido à pesca predatória. Encontradas ao longo da costa leste dos Estados Unidos e na costa sul-americana.
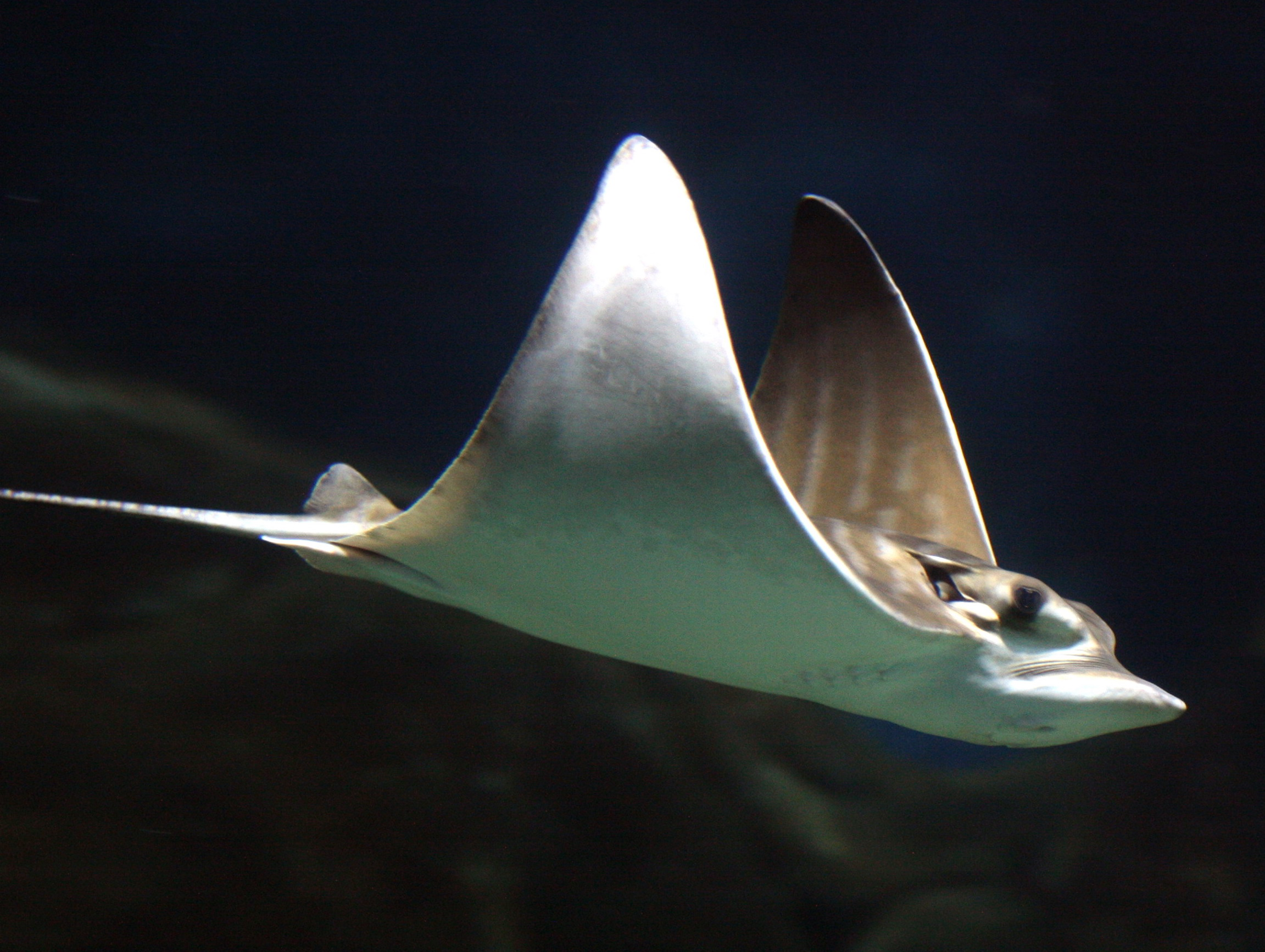
As arraias Aetomylaeus bovinus [en] são encontradas ao longo das costas europeias e africanas.
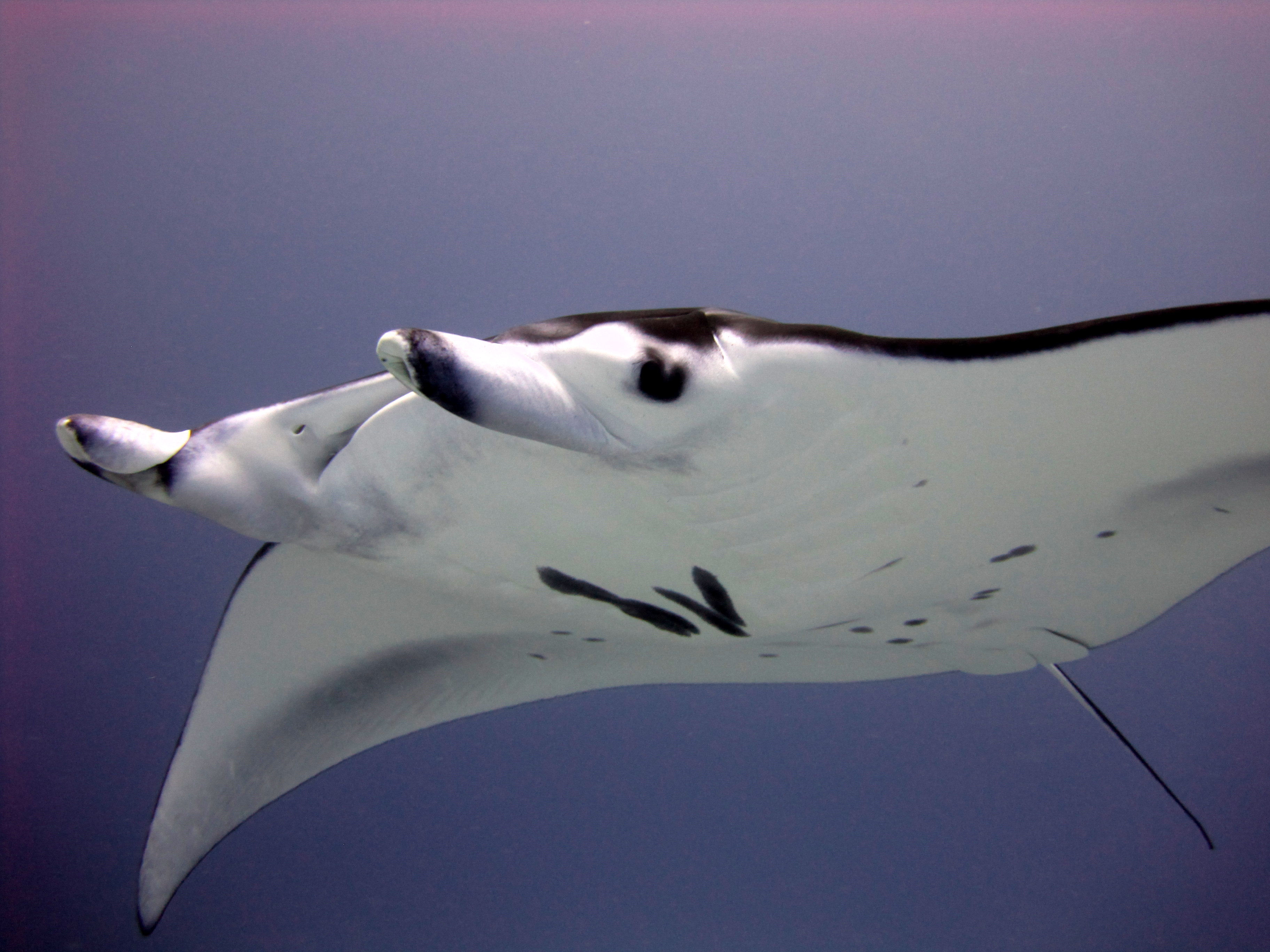
As jamantas (Mobula birostris) são as maiores das arraias da subordem Myliobatoidei.
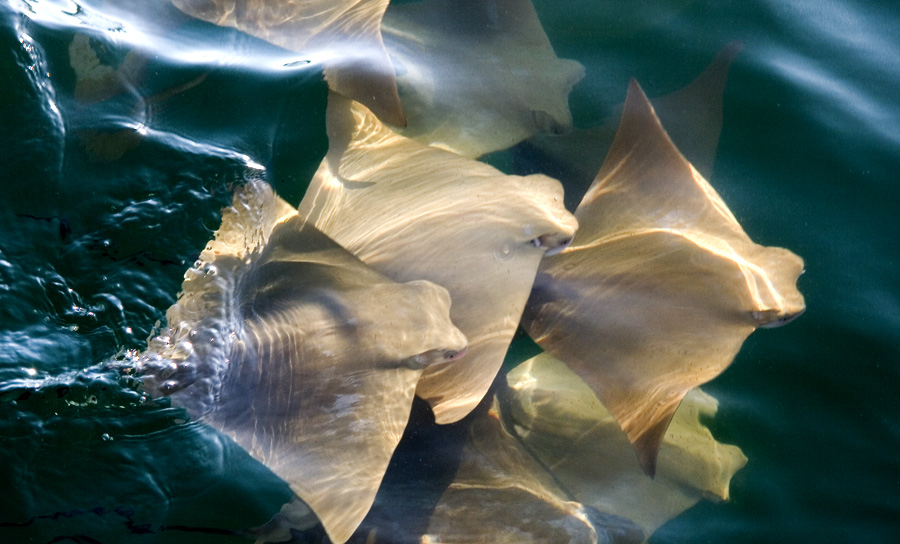
As arraias Rhinoptera steindachneri costumam migrar em grandes cardumes.